# Cheiridopsis robusta
Cheiridopsis robusta är en isörtsväxtart som först beskrevs av Adrian Hardy Haworth, och fick sitt nu gällande namn av Nicholas Edward Brown. Cheiridopsis robusta ingår i släktet Cheiridopsis och familjen isörtsväxter. Inga underarter finns listade i Catalogue of Life.

## Bildgalleri

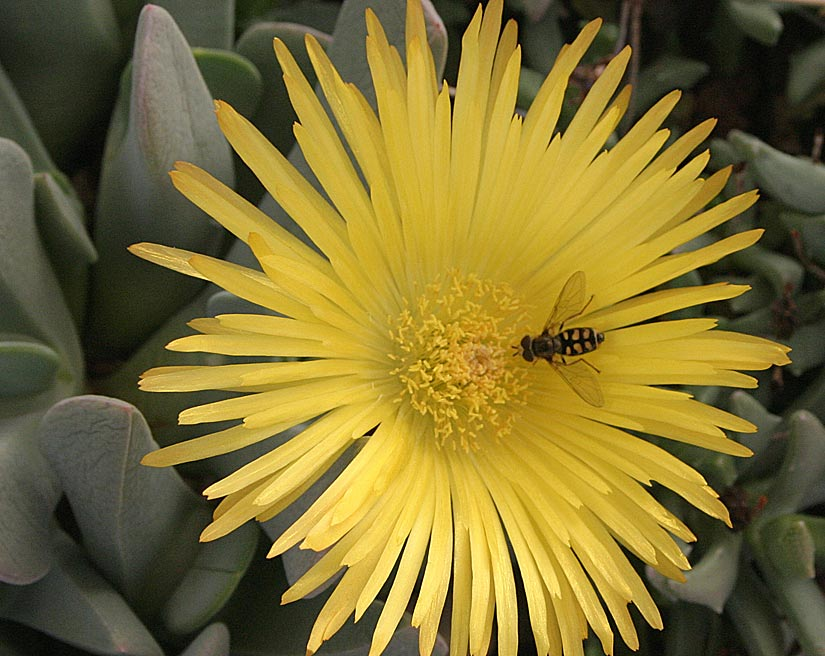